# Horváti várkastélya
Horváti várkastélya (horvátul: Templarska tvrđava Mikanovce) egy középkori várhely Horvátországban, Vukovár-Szerém megyében, Horváti településen. 

## Fekvése
A várkastély a mai Gradina nevű helyen, az általános iskola közelében állt.

## Története
A középkori Horvátit Kálmán herceg 1239-ben kelt, a boszniai püspökség részére kiállított adománylevele említi először. A Gradinán fekvő, a mai Kaluđer-patakig terjedő Horváti („Terra cruciferorum nomine Croac”) IV. Béla király 1238. január 29-én kelt adománylevele alapján a johannita lovagok birtoka volt és az akkori Valkó vármegyéhez tartozott. A johanniták kolostora körül Horvátiban település jött létre, ahol vámot szedtek és hetivásárokat tartottak. Horvátit 1244-ben „Urvati”, az 1332 és 1337 közötti pápai tizedjegyzékben „Hurnasy”, „Hurachi”, „Choruati”, „Arroad”, 1387-ben „Horwaty”, 1395-ben „Horuathy”, 1432-ben „Horuathy”, 1477-ben és 1506-ban „Horwathy” névalakokban találjuk a korabeli oklevelekben. A johanniták birtokait később a templomosok vették át, de a rendet 1312-ben pápai rendeletre feloszlatták. 1348-ban 110 évi keresztes uralom után Horváti és Nagyfalu királyi adományként a Baczián nembeli Horváti Pál fia Péter birtoka lett. Horváti a Horváti család uralma idején élte virágkorát. Hatalmuk olyan nagy volt, hogy I. Lajos magyar király halála után 1382-ben a magyar trónra a nápolyi Kis Károlyt hívták meg. Károly meggyilkolása után 1387-ben a Horvátiak megölték Erzsébet királynét, végül azonban Luxemburgi Zsigmond kerekedett felül. A Horváti család 1394 után már nem játszott szerepet Magyarország történelmében. A Horvátiak után a Garaiak lettek a település birtokosai. Az 1477–1478-as adománylevélben Horvátit elhanyagolt helyként írják le, egy romos templommal, amelynek kőből épült harangtornya van Gradina közelében, temetővel körülvéve. A johanniták Gradinán álló egykori épületei jobb állapotban voltak, mivel a Garaiak kastélyként használták őket. A török 1526-ban szállta meg Horvátit és csak 1687-ben szabadult fel uralma alól. A várkastély valószínűleg a felszabadító háborúban pusztult el. A romokat 1726-ban a neves császári hadmérnök Marsigli még látta és lerajzolta. Ezen a rajzon az erődítmény néhány része mellett jól látszanak az egykori lakótorony maradványai. Később a romokat a lakosság elhordta. 1980-ban a vinkovcei múzeum munkatársai Ivane-Iskre Janošić régész vezetésével végeztek ásatásokat, melyek során az őskori maradványok mellett a középkorból származó fibulákat és nyakláncot is találtak.